# Ромуальд Твардовський
Ромуальд Твардовський (пол. Romuald Twardowski, 17 червня 1930, Вільнюс, сьогодні Литва — 13 січня 2024) — польський композитор і педагог.

## Біографія
У роки Другої світової війни він навчився грати на скрипці, після війни — на фортепіано та органі. У 1946–50 роках був органістом у вільнюських церквах. З 1950 року навчався у Державній середній музичній школі Tałłat-Kiełpszy. У 1952—1957 роках вивчав гру на фортепіано та композицію в класі Юліюса Юзеліунаса в Литовській академії музики і театру. Пізніше продовжив навчання у Болеслава Войтовича в Музичному університеті імені Фридерика Шопена у 1957—1960 роках. Отримав стипендію з 1963 по 1966 рік для вивчення григоріанського співу та середньовічної поліфонії під керівництвом Надії Буланже в Парижі.
З 1972 року Ромуальд Твардовський викладає в Державній вищій музичній школі (нині — Музичному університеті Фридерика Шопена) у Варшаві. Він є провідним польським оперним композитором. Його музику виконує, зокрема, камерний оркестр «Вратиславія».
Найпліднішим періодом для композитора були 1960–1970-ті роки. Крім опер: «Сірано де Бержерак» (1962), «Трагедія або історія про Івана та Ірода» (1965) та «Лорд Джим» (1973), він написав балети: «Оголений принц» (1960) і «Скульптури чарівника» (1963).
У 1980-х роках він створив опери «Марія Стюарт» та «Історія святої Катерини», які також виконувалися за кордоном.
Твардовський написав близько 200 хорових творів, композицій для фортепіано та оркестру.
Ромуальд Твардовський написав музику до фільму 1986 року режисера Мацея Войтишка «Вогняний янгол» (Ognisty aniol), за однойменним романом Валерія Брюсова.
З 1997 року він є головою журі Міжнародного фестивалю духовної музики «Гайнівка» у Білостоку та президентом фонду «Церковна музика» — організатором зазначеного фестивалю.
У 2000 році Ромуальд Твардовський опублікував спогади «Було, не минуло».